# Karachiya
Karachiya è una suddivisione dell'India, classificata come census town, di 7.732 abitanti, situata nel distretto di Vadodara, nello stato federato del Gujarat. In base al numero di abitanti la città rientra nella classe V (da 5.000 a 9.999 persone).

## Geografia fisica
La città è situata a 22° 31' 43 N e 73° 15' 27 E.

## Società

### Evoluzione demografica
Al censimento del 2001 la popolazione di Karachiya assommava a 7.732 persone, delle quali 4.304 maschi e 3.428 femmine. I bambini di età inferiore o uguale ai sei anni assommavano a 950, dei quali 514 maschi e 436 femmine. Infine, coloro che erano in grado di saper almeno leggere e scrivere erano 5.539, dei quali 3.454 maschi e 2.085 femmine.